# Liste der Kulturdenkmale im Kreis Nordfriesland
In der Liste der Kulturdenkmale im Kreis Nordfriesland sind die Kulturdenkmale im schleswig-holsteinischen Kreis Nordfriesland aufgelistet.
Grundlage der Einzellisten sind die in den jeweiligen Listen angegebenen Quellen. Die Angaben in den einzelnen Listen ersetzen nicht die rechtsverbindliche Auskunft der zuständigen Denkmalschutzbehörde. Die erforderlichen Denkmaleigenschaften werden im Denkmalschutzgesetz von Schleswig-Holstein festgeschrieben.
Die Bodendenkmale sind in der Liste der Bodendenkmale im Kreis Nordfriesland erfasst.

## Gemeindeübergreifend
Folgende Kulturdenkmale sind gemeindeübergreifend ausgewiesen:

## Aufteilung
Wegen der großen Anzahl von Kulturdenkmalen im Kreis Nordfriesland ist diese Liste in Teillisten aufgeteilt und alphabetisch sortiert nach den Städten und Gemeinden des Kreises.
| Gemeinde/ Stadt              | Kulturdenkmalliste                                       | Wappen | Lage | Bild eines Kulturdenkmals |
| ---------------------------- | -------------------------------------------------------- | ------ | ---- | ------------------------- |
| Achtrup                      | Liste der Kulturdenkmale in Achtrup                      |        |      |                           |
| Ahrenshöft                   | Liste der Kulturdenkmale in Ahrenshöft                   |        |      |                           |
| Ahrenviöl                    | Liste der Kulturdenkmale in Ahrenviöl                    |        |      |                           |
| Ahrenviölfeld                | Liste der Kulturdenkmale in Ahrenviölfeld                |        |      |                           |
| Almdorf                      | Liste der Kulturdenkmale in Almdorf                      |        |      |                           |
| Arlewatt                     | Liste der Kulturdenkmale in Arlewatt                     |        |      |                           |
| Aventoft                     | Liste der Kulturdenkmale in Aventoft                     |        |      |                           |
| Bargum                       | Liste der Kulturdenkmale in Bargum                       |        |      |                           |
| Bordelum                     | Liste der Kulturdenkmale in Bordelum                     |        |      |                           |
| Borgsum                      | Liste der Kulturdenkmale in Borgsum                      |        |      |                           |
| Bosbüll                      | Liste der Kulturdenkmale in Bosbüll                      |        |      |                           |
| Braderup                     | Liste der Kulturdenkmale in Braderup                     |        |      |                           |
| Bredstedt                    | Liste der Kulturdenkmale in Bredstedt                    |        |      |                           |
| Breklum                      | Liste der Kulturdenkmale in Breklum                      |        |      |                           |
| Dagebüll                     | Liste der Kulturdenkmale in Dagebüll                     |        |      |                           |
| Drage (Nordfriesland)        | Liste der Kulturdenkmale in Drage (Nordfriesland)        |        |      |                           |
| Drelsdorf                    | Liste der Kulturdenkmale in Drelsdorf                    |        |      |                           |
| Elisabeth-Sophien-Koog       | Liste der Kulturdenkmale in Elisabeth-Sophien-Koog       |        |      |                           |
| Ellhöft                      | Liste der Kulturdenkmale in Ellhöft                      |        |      |                           |
| Emmelsbüll-Horsbüll          | Liste der Kulturdenkmale in Emmelsbüll-Horsbüll          |        |      |                           |
| Enge-Sande                   | Liste der Kulturdenkmale in Enge-Sande                   |        |      |                           |
| Friedrichstadt               | Liste der Kulturdenkmale in Friedrichstadt               |        |      |                           |
| Friedrich-Wilhelm-Lübke-Koog | Liste der Kulturdenkmale in Friedrich-Wilhelm-Lübke-Koog |        |      |                           |
| Galmsbüll                    | Liste der Kulturdenkmale in Galmsbüll                    |        |      |                           |
| Garding, Kirchspiel          | Liste der Kulturdenkmale in Garding, Kirchspiel          |        |      |                           |
| Garding                      | Liste der Kulturdenkmale in Garding                      |        |      |                           |
| Goldelund                    | Liste der Kulturdenkmale in Goldelund                    |        |      |                           |
| Gröde                        | Liste der Kulturdenkmale in Gröde                        |        |      |                           |
| Hallig Hooge                 | Liste der Kulturdenkmale in Hallig Hooge                 |        |      |                           |
| Hattstedt                    | Liste der Kulturdenkmale in Hattstedt                    |        |      |                           |
| Hattstedtermarsch            | Liste der Kulturdenkmale in Hattstedtermarsch            |        |      |                           |
| Holm                         | Liste der Kulturdenkmale in Holm                         |        |      |                           |
| Hörnum (Sylt)                | Liste der Kulturdenkmale in Hörnum (Sylt)                |        |      |                           |
| Humptrup                     | Liste der Kulturdenkmale in Humptrup                     |        |      |                           |
| Husum                        | Liste der Kulturdenkmale in Husum                        |        |      |                           |
| Immenstedt                   | Liste der Kulturdenkmale in Immenstedt (Nordfriesland)   |        |      |                           |
| Joldelund                    | Liste der Kulturdenkmale in Joldelund                    |        |      |                           |
| Kampen (Sylt)                | Liste der Kulturdenkmale in Kampen (Sylt)                |        |      |                           |
| Karlum                       | Liste der Kulturdenkmale in Karlum                       |        |      |                           |
| Katharinenheerd              | Liste der Kulturdenkmale in Katharinenheerd              |        |      |                           |
| Klanxbüll                    | Liste der Kulturdenkmale in Klanxbüll                    |        |      |                           |
| Klixbüll                     | Liste der Kulturdenkmale in Klixbüll                     |        |      |                           |
| Koldenbüttel                 | Liste der Kulturdenkmale in Koldenbüttel                 |        |      |                           |
| Kotzenbüll                   | Liste der Kulturdenkmale in Kotzenbüll                   |        |      |                           |
| Ladelund                     | Liste der Kulturdenkmale in Ladelund                     |        |      |                           |
| Langeneß                     | Liste der Kulturdenkmale in Langeneß                     |        |      |                           |
| Langenhorn                   | Liste der Kulturdenkmale in Langenhorn                   |        |      |                           |
| Leck (Nordfriesland)         | Liste der Kulturdenkmale in Leck (Nordfriesland)         |        |      |                           |
| Lexgaard                     | Liste der Kulturdenkmale in Lexgaard                     |        |      |                           |
| List auf Sylt                | Liste der Kulturdenkmale in List auf Sylt                |        |      |                           |
| Löwenstedt                   | Liste der Kulturdenkmale in Löwenstedt                   |        |      |                           |
| Lütjenholm                   | Liste der Kulturdenkmale in Lütjenholm                   |        |      |                           |
| Midlum (Föhr)                | Liste der Kulturdenkmale in Midlum (Föhr)                |        |      |                           |
| Mildstedt                    | Liste der Kulturdenkmale in Mildstedt                    |        |      |                           |
| Nebel (Amrum)                | Liste der Kulturdenkmale in Nebel (Amrum)                |        |      |                           |
| Neukirchen                   | Liste der Kulturdenkmale in Neukirchen                   |        |      |                           |
| Nieblum                      | Liste der Kulturdenkmale in Nieblum                      |        |      |                           |
| Niebüll                      | Liste der Kulturdenkmale in Niebüll                      |        |      |                           |
| Norddorf auf Amrum           | Liste der Kulturdenkmale in Norddorf auf Amrum           |        |      |                           |
| Nordstrand (Gemeinde)        | Liste der Kulturdenkmale in Nordstrand (Gemeinde)        |        |      |                           |
| Norstedt                     | Liste der Kulturdenkmale in Norstedt                     |        |      |                           |
| Ockholm                      | Liste der Kulturdenkmale in Ockholm                      |        |      |                           |
| Oevenum                      | Liste der Kulturdenkmale in Oevenum                      |        |      |                           |
| Oldenswort                   | Liste der Kulturdenkmale in Oldenswort                   |        |      |                           |
| Oldersbek                    | Liste der Kulturdenkmale in Oldersbek                    |        |      |                           |
| Olderup                      | Liste der Kulturdenkmale in Olderup                      |        |      |                           |
| Oldsum                       | Liste der Kulturdenkmale in Oldsum                       |        |      |                           |
| Ostenfeld (Husum)            | Liste der Kulturdenkmale in Ostenfeld (Husum)            |        |      |                           |
| Osterhever                   | Liste der Kulturdenkmale in Osterhever                   |        |      |                           |
| Oster-Ohrstedt               | Liste der Kulturdenkmale in Oster-Ohrstedt               |        |      |                           |
| Pellworm                     | Liste der Kulturdenkmale in Pellworm                     |        |      |                           |
| Poppenbüll                   | Liste der Kulturdenkmale in Poppenbüll                   |        |      |                           |
| Ramstedt                     | Liste der Kulturdenkmale in Ramstedt                     |        |      |                           |
| Rantrum                      | Liste der Kulturdenkmale in Rantrum                      |        |      |                           |
| Reußenköge                   | Liste der Kulturdenkmale in Reußenköge                   |        |      |                           |
| Risum-Lindholm               | Liste der Kulturdenkmale in Risum-Lindholm               |        |      |                           |
| Rodenäs                      | Liste der Kulturdenkmale in Rodenäs                      |        |      |                           |
| Sankt Peter-Ording           | Liste der Kulturdenkmale in Sankt Peter-Ording           |        |      |                           |
| Schwabstedt                  | Liste der Kulturdenkmale in Schwabstedt                  |        |      |                           |
| Schwesing                    | Liste der Kulturdenkmale in Schwesing                    |        |      |                           |
| Seeth                        | Liste der Kulturdenkmale in Seeth                        |        |      |                           |
| Simonsberg                   | Liste der Kulturdenkmale in Simonsberg                   |        |      |                           |
| Stadum                       | Liste der Kulturdenkmale in Stadum                       |        |      |                           |
| Stedesand                    | Liste der Kulturdenkmale in Stedesand                    |        |      |                           |
| Struckum                     | Liste der Kulturdenkmale in Struckum                     |        |      |                           |
| Süderende                    | Liste der Kulturdenkmale in Süderende                    |        |      |                           |
| Süderlügum                   | Liste der Kulturdenkmale in Süderlügum                   |        |      |                           |
| Südermarsch                  | Liste der Kulturdenkmale in Südermarsch                  |        |      |                           |
| Sylt                         | Liste der Kulturdenkmale in Sylt                         |        |      |                           |
| Tating                       | Liste der Kulturdenkmale in Tating                       |        |      |                           |
| Tetenbüll                    | Liste der Kulturdenkmale in Tetenbüll                    |        |      |                           |
| Tönning                      | Liste der Kulturdenkmale in Tönning                      |        |      |                           |
| Tümlauer-Koog                | Liste der Kulturdenkmale in Tümlauer-Koog                |        |      |                           |
| Uelvesbüll                   | Liste der Kulturdenkmale in Uelvesbüll                   |        |      |                           |
| Uphusum                      | Liste der Kulturdenkmale in Uphusum                      |        |      |                           |
| Utersum                      | Liste der Kulturdenkmale in Utersum                      |        |      |                           |
| Viöl                         | Liste der Kulturdenkmale in Viöl                         |        |      |                           |
| Vollerwiek                   | Liste der Kulturdenkmale in Vollerwiek                   |        |      |                           |
| Welt (Eiderstedt)            | Liste der Kulturdenkmale in Welt (Eiderstedt)            |        |      |                           |
| Wenningstedt-Braderup (Sylt) | Liste der Kulturdenkmale in Wenningstedt-Braderup (Sylt) |        |      |                           |
| Westerhever                  | Liste der Kulturdenkmale in Westerhever                  |        |      |                           |
| Wester-Ohrstedt              | Liste der Kulturdenkmale in Wester-Ohrstedt              |        |      |                           |
| Winnert                      | Liste der Kulturdenkmale in Winnert                      |        |      |                           |
| Wisch                        | Liste der Kulturdenkmale in Wisch (Nordfriesland)        |        |      |                           |
| Witsum                       | Liste der Kulturdenkmale in Witsum                       |        |      |                           |
| Wittbek                      | Liste der Kulturdenkmale in Wittbek                      |        |      |                           |
| Wittdün auf Amrum            | Liste der Kulturdenkmale in Wittdün auf Amrum            |        |      |                           |
| Witzwort                     | Liste der Kulturdenkmale in Witzwort                     |        |      |                           |
| Wrixum                       | Liste der Kulturdenkmale in Wrixum                       |        |      |                           |
| Wyk auf Föhr                 | Liste der Kulturdenkmale in Wyk auf Föhr                 |        |      |                           |